# Jemez Springs, Novi Meksiko
Jemez Springs je selo u okrugu Lei u američkoj saveznoj državi Novom Meksiku. Prema popisu 2000. u Jemez Springsu je živjelo 375 stanovnika. Dio je metropolitanskog statističkog područja Albuquerquea.

## Povijest
Vjeruje se da je Jemeska dolina naseljena zadnjih 4500 godina. Španjolci koji su 1540. došli u ovaj kraj zabilježili su više indijanskih puebla (sela) u dolini. Franjevačka misijska crkva sv. Ivana od Jemeza (San José de los Jemez) sgrađena je sjeverno od današnjeg sela 1621. godine. Napuštena je već 1640-ih. Današnje ruševine su nacionalno povijesno mjesto. Nakon ustanka indijanskih puebla narod Jemez se konvergira u današnji Pueblo Jemez. U 19. stoljeću dolina je predana uglavnom za poljodjelske i pastoralne namjene.
Jemeski poštanski ured otvoren je 1907. godine. Selo je dobilo ime prema narodu Jemezu koji je živio dvanaest milja južnije. Poštanski ured iz 1907. imao je prethodnka iz 1884. koji se zvao Archuleta. Današnje seosko javno kupalište potječe iz tog vremena.
Godine 1942. Jemez Springs bio je drugo izbora (iza Oak Cityja u Utahu) kao lokacija Nacionalnog laboratorija Los Alamosa, predloženo istraživačkog laboratorija za Projekt Manhattan, no umjesto njih izabran je Los Alamos.
Godine 1947. dva rimokatolička svećenička doma osnovana su u blizini, Kongregacija Sluga Parakleta i Sluškinje Predragocjene Krvi Isusove. Selo je inkorporirano 1955. godine. Uz entuzijazam sljedbenika Kyozana Joshua Sasakija 1972. godine osnovan je Zen centar Bodhi Manda, rinzaijsko učilište.

## Zemljopis
Nalazi se na 35°46′15″N 106°41′33″W / 35.77083°N 106.69250°W. Prema Uredu SAD-a za popis stanovništva, zauzima 12,40 km2 površine, sve suhozemne.

## Stanovništvo
Prema podatcima popisa 2000. u Jemez Springsu je bilo 375 stanovnika, 113 kućanstava i 82 obitelji, a stanovništvo po rasi bili su 78,40% bijelci, 2,40% Indijanci, 1,87% Azijci, 12,80% ostalih rasa, 4,53% dviju ili više rasa. Hispanoamerikanaca i Latinoamerikanaca svih rasa bilo je 27,47%.

## Poznati stanovnici
- Gerald Fitzgerald, rimokatolički svećenik, osnivač Kongregacije Sluga Parakleta, živio je u Jemez Springsu
- N. Scott Momaday, indijanski pisac iz plemena Kiowa, vodio je umirovljenički dom ovdje do 2011.
- John duPuy, umjetnik
- sir Trelwney Conte, engleski plemić
- Rudolfo Anaya, pisac, ima kuću u Jemez Springsu